# Hochvogel
Der Hochvogel ist ein 2592 m hoher Berg in den Allgäuer Alpen. Über seinen Gipfel verläuft die Grenze zwischen Deutschland und Österreich.
Obwohl nur der dreizehnthöchste Gipfel der Allgäuer Alpen, dominiert der Hochvogel weite Teile der Allgäuer Alpen und der unmittelbar benachbarten Gebirgsgruppen. Dies liegt daran, dass die meisten der höheren Gipfel sich im zentralen und westlichen Teil der Allgäuer Alpen konzentrieren. Der Hochvogel steht frei im Ostteil der Gebirgsgruppe, die nächstgelegenen Gipfel sind 200 bis 300 Meter niedriger.
Geübte Bergsteiger können den Gipfel auf einer markierten Route besteigen.

## Aufbau und Erosion
Der Hochvogel besteht – wie auch die anderen höchsten und markantesten Berge der Allgäuer Alpen – aus Hauptdolomit. Tektonisch gehört er der sogenannten Lechtaldecke an. Diese Gesteinspakete wurden im Zuge der Alpenauffaltung über jüngere Gesteinsschichten geschoben. Der Hauptdolomit ist teilweise brüchig, bildet jedoch im Zusammenspiel mit den erosiven Kräften mitunter markante Gipfelgestalten.

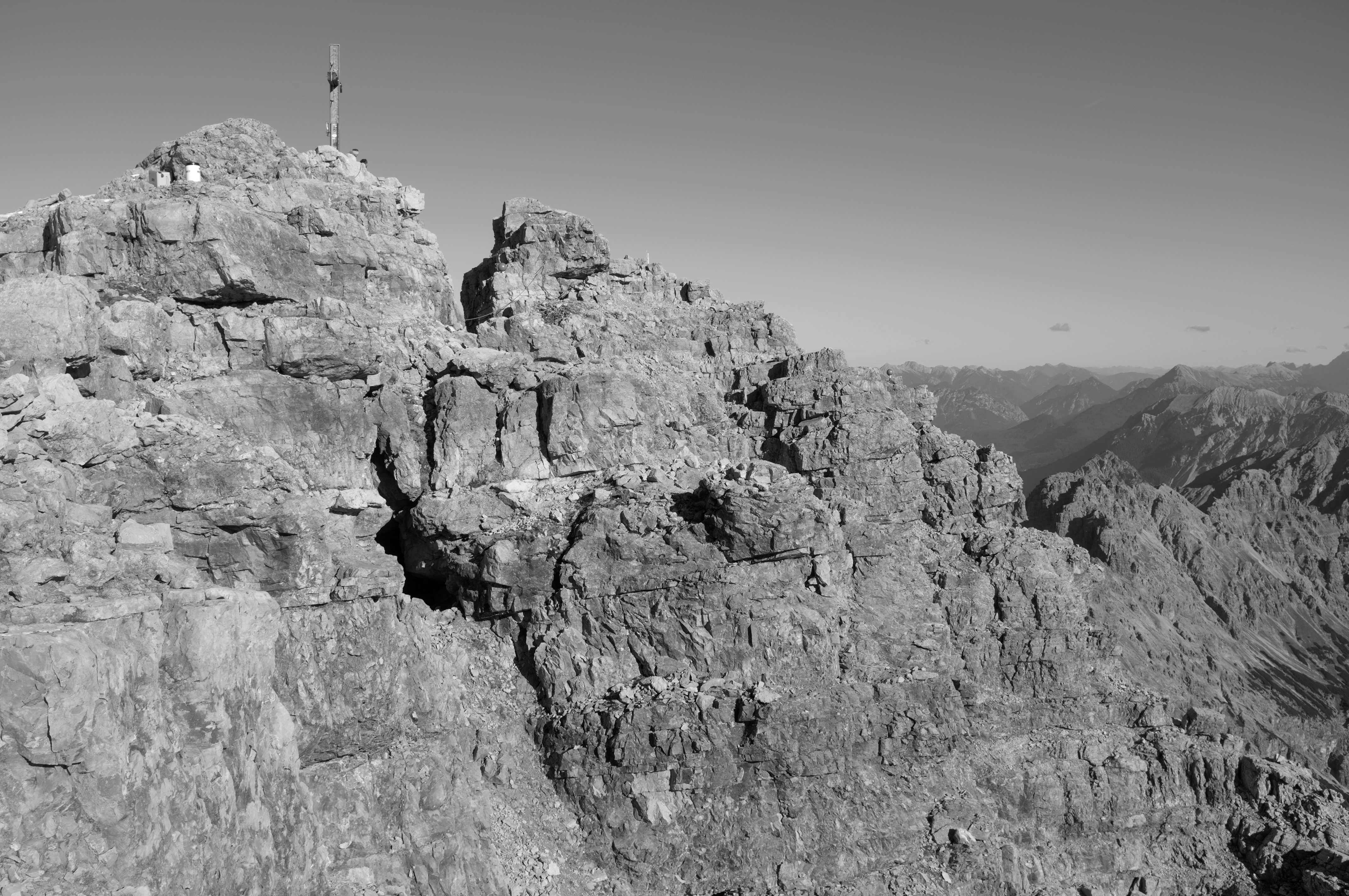
Gipfelbereich des Hochvogels im November 2018. Rechts des Gipfelkreuzes befindet sich eine sich vergrößernde Felsspalte, der gesamte Bereich rechts der Spalte droht ins Tal zu stürzen

Die Hüttenchronik des Prinz-Luitpold-Hauses berichtet über einen gewaltigen Felssturz vom 27. Mai 1935, bei dem tausende Kubikmeter Gestein aus der Südwestwand ins Tal stürzten. Weitere Felsstürze ereigneten sich in den Jahren 2005, 2007 und 2016, letztere in einer Größenordnung von mehreren tausend Kubikmetern Gestein.
Die seit über 50 Jahren bekannte Spalte im Gipfelbereich dehnte sich im Sommer 2014 erheblich aus. Bei einer Kontrolle durch den Tiroler Landesgeologen im September 2014 wurde die Spalte, die im oberen Bereich bereits über zwei Meter breit ist, auf hundert Meter Tiefe taxiert. Aufgrund akuter Felssturzgefahr wurde der Anstieg über den Bäumenheimer Weg daraufhin behördlich gesperrt, da er im potenziellen Abbruchgebiet liegt. Im Herbst 2018 hatte sich die Spalte erneut (seit der letzten Kontrolle im Sommer 2014) um 30 cm verbreitert. Deswegen wurden neue Messgeräte installiert. Es besteht die Möglichkeit, dass der betroffene Felsbereich von insgesamt 260.000 Kubikmetern demnächst abrutschen und in südlicher Richtung zu Tal stürzen könnte, ohne jedoch menschliche Ansiedlungen zu gefährden. Permafrostexperte Michael Krautblatter von der TU München leitet die Messungen an der Felsspalte. In einer Fernsehdokumentation der ARD bewertete er die erhöhte Dynamik im Herbst und Winter 2018 mit mehreren Millimetern Bewegung im Monat als Indiz dafür, dass es vielleicht noch im Jahre 2019 zu einem erneuten Felssturz am Hochvogel hätte kommen können.
Im Winter 2020 wurde erneut über den Riss und die Messungen am Gipfel des Hochvogels berichtet. Nach aktuellen Erkenntnissen gehen Geologen von sechs kleineren Einstürzen zu je 8000 bis 130.000 Kubikmetern, statt einem großen Felssturz, aus. Weiterhin wird von einer weiteren Querspalte am Gipfel berichtet, die sich dreimal so schnell aufspalte, wie die Hauptspalte selbst. Starke Regenfälle beschleunigen die Entwicklung, allerdings sei eine Vorwarnung der Felsstürze durch die Messinstrumente zwei bis drei Tage vorher möglich.

## Ersteigungsgeschichte
In den älteren Auflagen des Alpenvereinsführers Allgäuer Alpen wird von einer frühzeitigen Besteigung des Berges ausgegangen. Der früheste bekannte Bericht nennt 1832 die Besteigung durch Trobitius. 1882 gelang Leo Dorn die erste Winterbesteigung.
Eine der bemerkenswertesten touristischen Ersteigungen war die Überschreitung des Berges durch Hermann von Barth, der im Jahr 1869 am Gipfel übernachtete. Am 19. Juli des Jahres startete er morgens in Sonthofen und erreichte – ausschließlich zu Fuß gehend – Hinterstein, wo er nach einer Mittagsrast um 12 Uhr weiterging. Über die Bärgündlealpe, die Balkenscharte und den Kalten Winkel erreichte er abends gegen 20 Uhr den Gipfel des Hochvogels. Am nächsten Tag stieg er nach Süden an der Ostseite des Südsüdwestgrats ins Rosskar und weiter nach Hinterhornbach ab. An diesem Tag kam er noch bis zur Mündung des Schwarzwasserbachs in den Lech, wo er in einer verlassenen Alphütte nächtigte. Am nächsten Tag wanderte er über Weißenbach und den Gaichtpass nach Nesselwängle, schob noch eine Besteigung des Aggensteins ein und nächtigte in Schattwald. Am vierten Tag seiner Gewalttour war er frühmorgens in Sonthofen zurück.

## Naturschutz
Die in Deutschland liegende Seite des Hochvogels einschließlich der benachbarten Berge und Hochtäler befindet sich im Naturschutzgebiet Allgäuer Hochalpen. Auf österreichischer Seite befindet sich in unmittelbarer Gipfelnähe kein Schutzgebiet. Der Talgrund des Hornbachtals, das den Hochvogel im Süden begrenzt, wurde am 1. Dezember 2004 zusammen mit großen Teilen des Lechtals und seiner Seitentäler zum Naturschutzgebiet und -park Tiroler Lech erklärt. Es hat eine Größe von 41,38 km².

## Alpinismus

### Talorte/Stützpunkte
Hinterhornbach ist der Talort auf der Südseite (Österreich, Bundesland Tirol). Hinterstein ist der Talort auf der Nordseite (Deutschland, Freistaat Bayern). Die Anmarschwege von den beiden Talorten sind sehr unterschiedlich. Hinterhornbach befindet sich direkt am Fuß des Hochvogels, der Gipfel – freilich nicht mit seiner Schauseite – ist vom Ort aus zu sehen. Hinterstein befindet sich relativ weit talauswärts. Von Hinterstein wie auch von den benachbarten Tälern aus ist der Hochvogel nicht zu sehen.
Auf der deutschen Seite gibt es mit dem Prinz-Luitpold-Haus des Deutschen Alpenvereins einen Stützpunkt. Das Prinz-Luitpold-Haus erreicht man von Hinterstein auf der für den öffentlichen Kraftfahrzeugverkehr gesperrten Straße bis zum Giebelhaus (Busverkehr), sodann auf dem Wirtschaftsweg ins Bärgündletal und auf dem Alpenvereinsweg zur Hütte.

### Besteigung
Die Besteigung des Hochvogel ist eine Bergtour mit einigen Kletterstellen (I). Der Normalweg führt vom Prinz-Luitpold-Haus (1846 m) in 2½ Stunden über die Balkenscharte und das Schneefeld des Kalten Winkels zum Gipfel. Im Frühsommer sollte man für die Begehung des besagten Schneefeldes Steigeisen oder Grödeln mit sich führen. Der Kalte Winkel kann durch einen teilweise gesicherten Steig über die Kreuzspitze umgangen werden, der oberhalb des Schneefelds auf die Route vom Prinz-Luitpold-Haus mündet. 
Von Süden führte vormals der etwas anspruchsvollere Bäumenheimer Weg mit Ausgangspunkt Hinterhornbach im Lechtal gelegen in 4½ Stunden auf den Gipfel. Dieser wurde aber am 25. September 2014 auf Grund akuter Felssturzgefahr behördlich gesperrt. Die den Weg betreuende Alpenvereinssektion Donauwörth weist auf ihrer Homepage sowie den Wegweisern vor Ort auf die Sperrung hin. Der Weg ist inzwischen in Teilen verwildert und zugewachsen, mit einer erneuten Eröffnung ist nicht zu rechnen. Die Besteigung des Hochvogels von Hinterhornbach ist nun nur noch über den Fuchssattel und den Kalten Winkel möglich.
Die älteren Auflagen des Alpenvereinsführers Allgäuer Alpen verzeichnen auch einige Kletterrouten. Dies sind:
- Westpfeiler, Schwierigkeitsgrad IV+
- Südwestwand, Schwierigkeitsgrad III–IV
- Nordostwand, Schwierigkeitsgrad IV+–VI−
- Nordpfeiler, Schwierigkeitsgrad III
- Hochvogel-Ostschulter, Nordwand, Schwierigkeitsgrad IV+–VI
- Hochvogel-Nordwestschulter, Südwestgrat, Schwierigkeitsgrad IV
- Ostnordostgrat, Schwierigkeitsgrad III
- Südostwand, Schwierigkeitsgrad IV–VI

Ab der 16. Auflage des Alpenvereinsführers sind nur noch Routen bis zum Schwierigkeitsgrad II enthalten. Dies bedeutet, dass in der Literatur heute nur noch die beiden Normalwege auf den Hochvogel beschrieben sind. Die DAV Sektion Allgäu-Immenstadt hat jedoch 2006 einen DAV-Hüttenführer zum Prinz-Luitpold-Haus vorgelegt, der auf einem Foto die vier aktuellen Kletterrouten auf der Nordseite des Hochvogels wieder neu präsentiert und durch Texte beschreibt und bewertet.
Im Zeitalter des Sportkletterns werden die Kletterrouten am Hochvogel, die sich durch brüchiges Gestein und lange Anmarschwege auszeichnen, kaum mehr begangen.

## Aussicht
Die Aussicht umfasst viele Gipfel der Allgäuer Alpen sowie der südlich benachbarten Lechtaler Alpen. Im Osten reicht die Sicht über weitere Ketten der Nördlichen Kalkalpen bis zum Wetterstein und Karwendel. Im Süden ist der Zentralalpenkamm von den Hohen Tauern über die Zillertaler, Stubaier und Ötztaler Alpen bis zur Silvretta und den Albulabergen aufgeschlossen. Im Westen zeigen sich die Schweizer Alpen mit dem Alpstein (Säntis) und den Glarner Alpen (Tödi). Nach Norden reicht die Sicht weit über das schwäbische Alpenvorland bis zum Schwarzwald und zur Schwäbischen Alb. Die Chancen für gute Sicht sind im Herbst und Winter besser als im Frühjahr und Sommer.

## Flugzeugabsturz
Am 14. Dezember 1945 zerschellte an der Westflanke des Hochvogels eine amerikanische B-17, ein viermotoriger Bomber, auch als Flying Fortress bekannt. Die Maschine kam aus Belgien und wollte eigentlich am Stützpunkt Lechfeld landen. Bei dem Unglück starben alle sechs Besatzungsmitglieder, ihre sterblichen Überreste konnten wegen der Lage in steilem Hang und gewaltiger Schneemassen erst Monate später geborgen werden.
Laut der amerikanischen Luftwaffe war das Unglück auf einen Navigationsfehler zurückzuführen, der die Maschine in einen Schneesturm führte. Das Wrack der Maschine wurde in den 1950er Jahren zerlegt und abtransportiert.

## Skiclub
Der Berg ist Namensgeber des Skiclubs Hochvogel München.

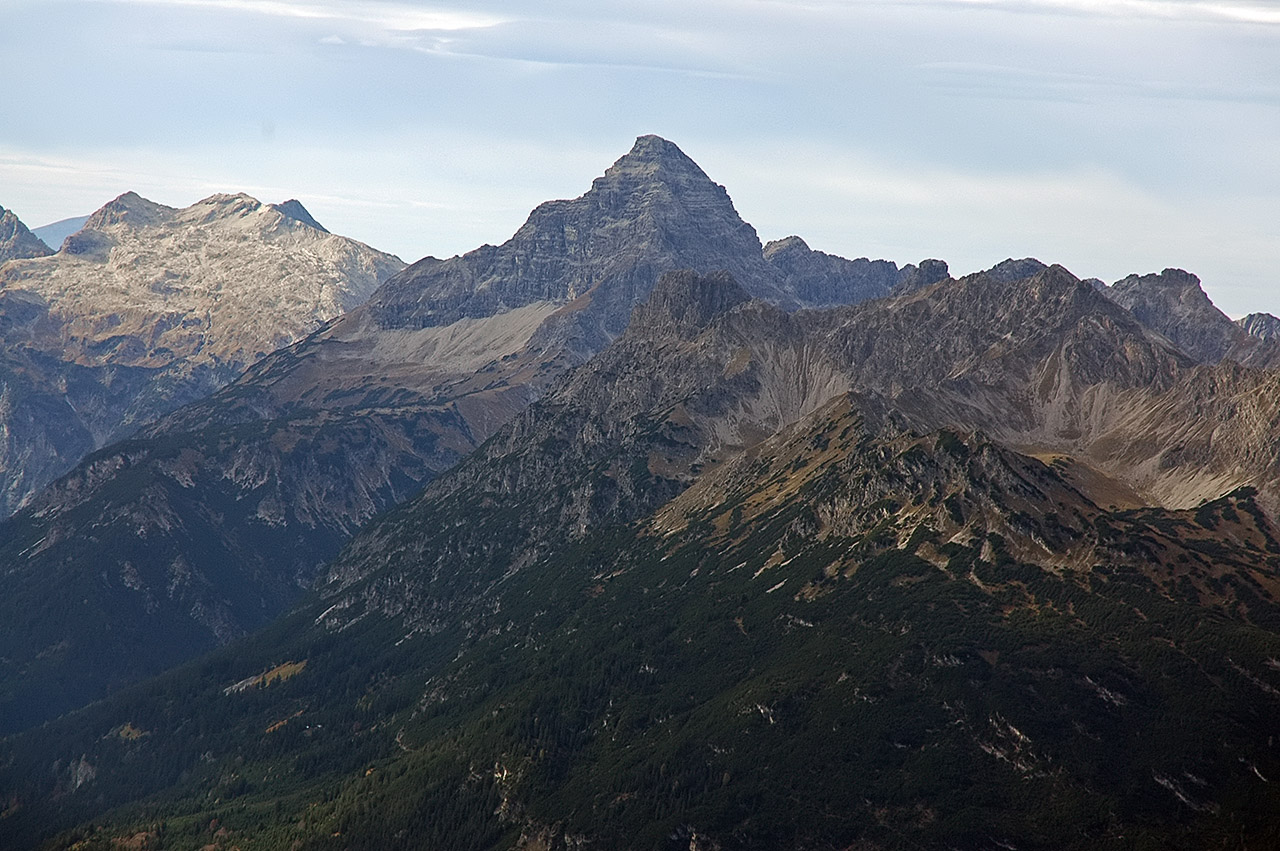
Der Hochvogel von der Knittelkarspitze aus
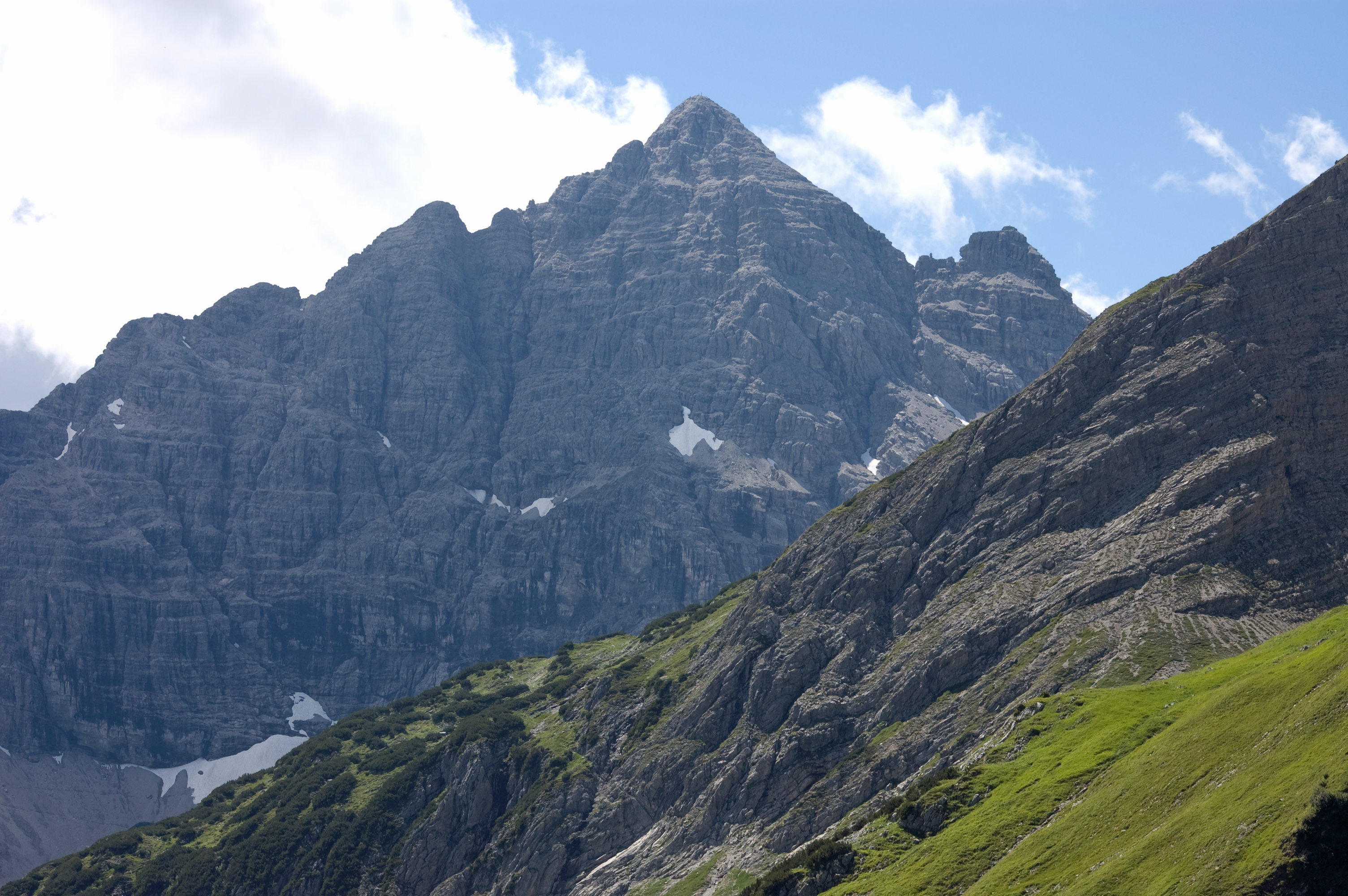
Nordansicht vom Jubiläumsweg
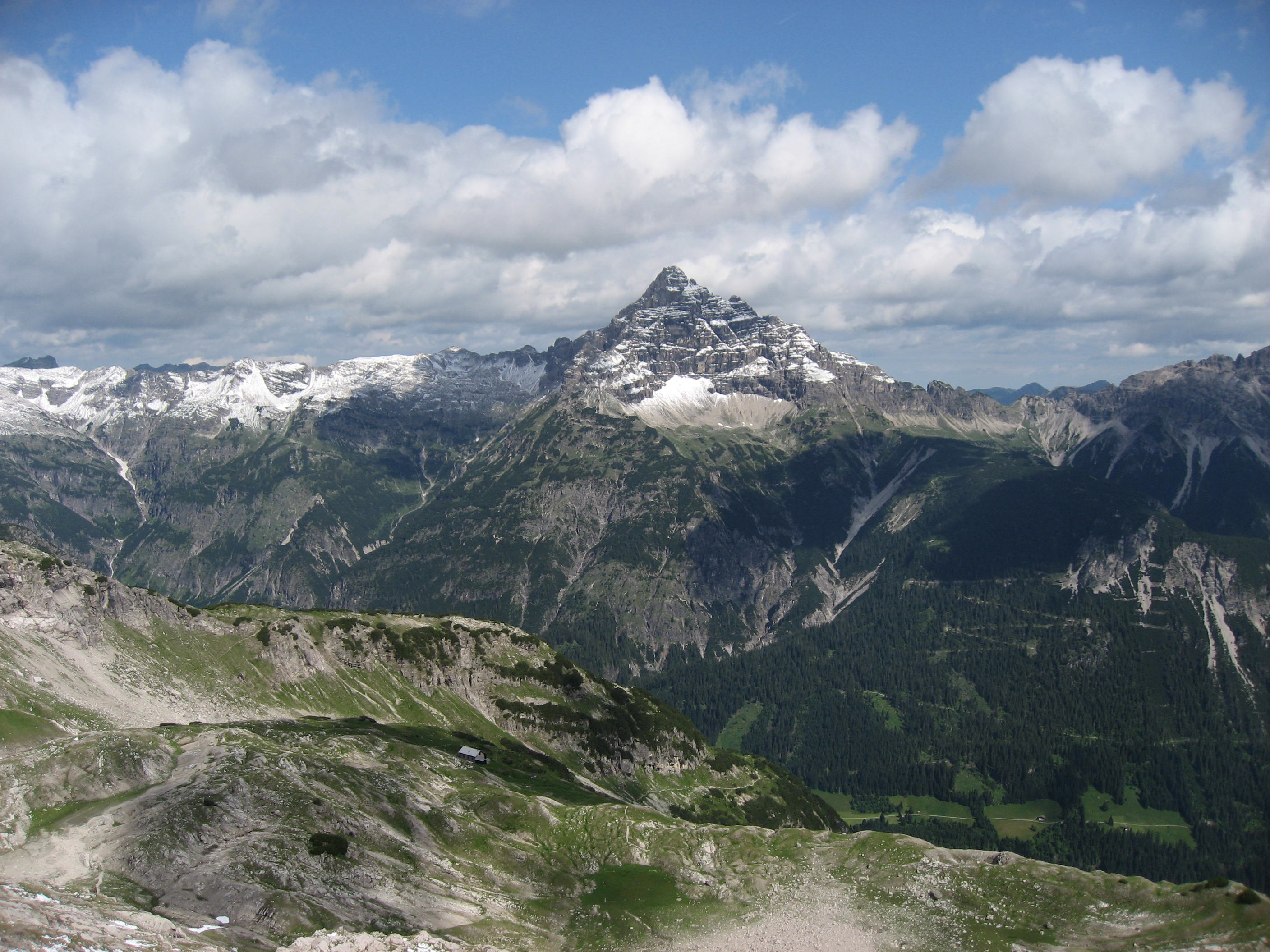
Südansicht mit Kaufbeurer Haus und Hornbachtal
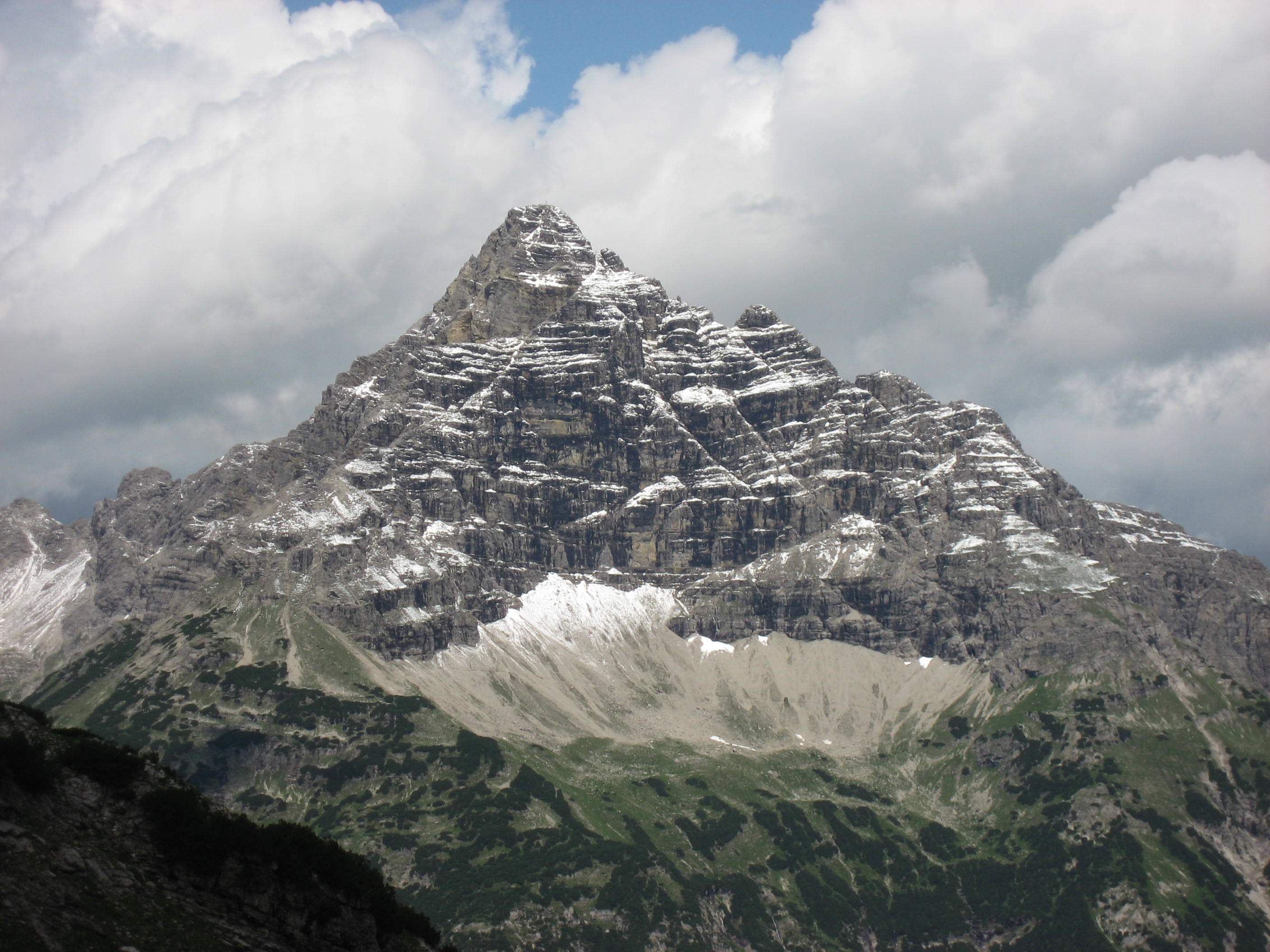
Südseitiger Gipfelaufbau vom Kaufbeurer Haus
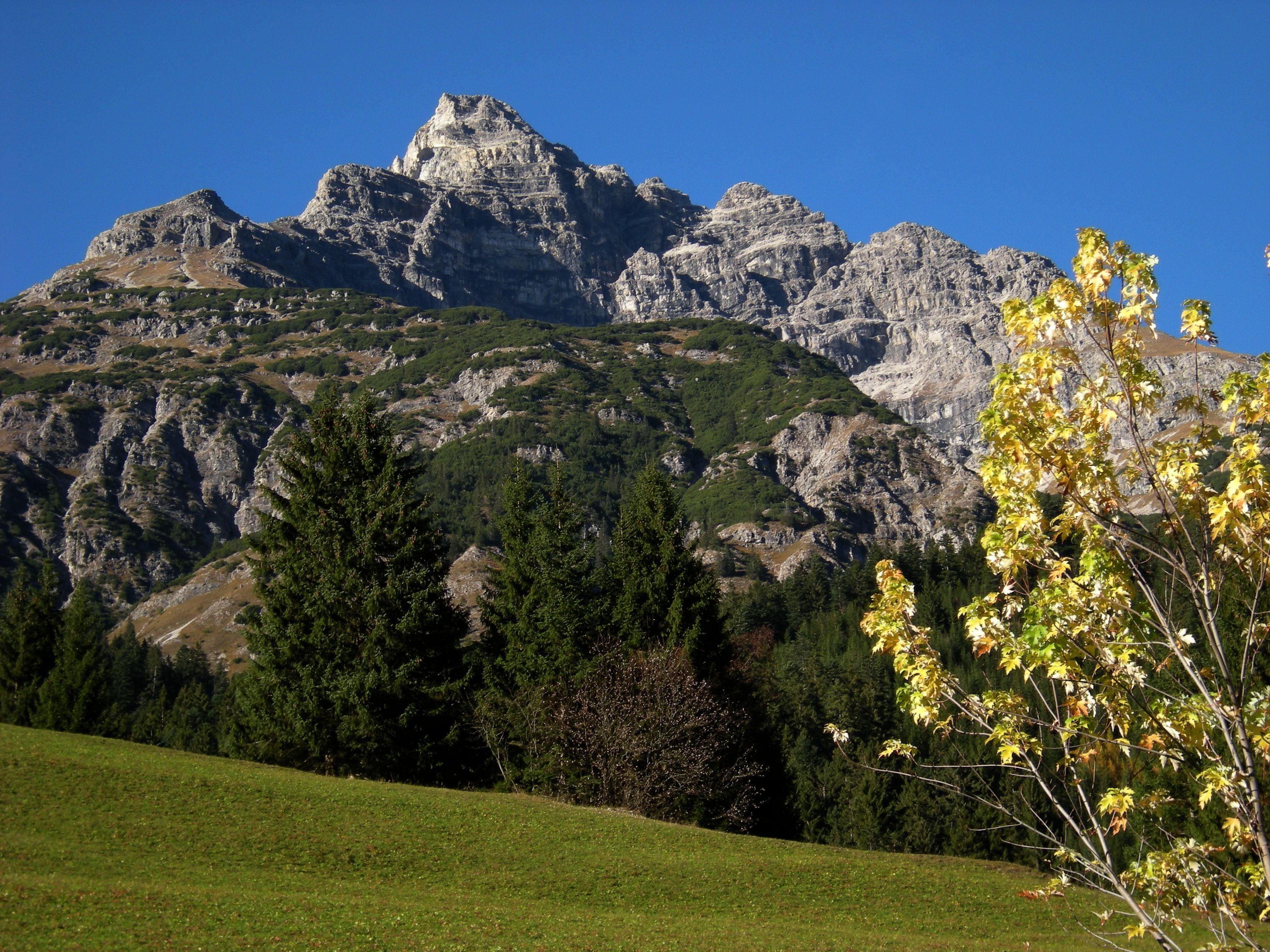
Von Hinterhornbach
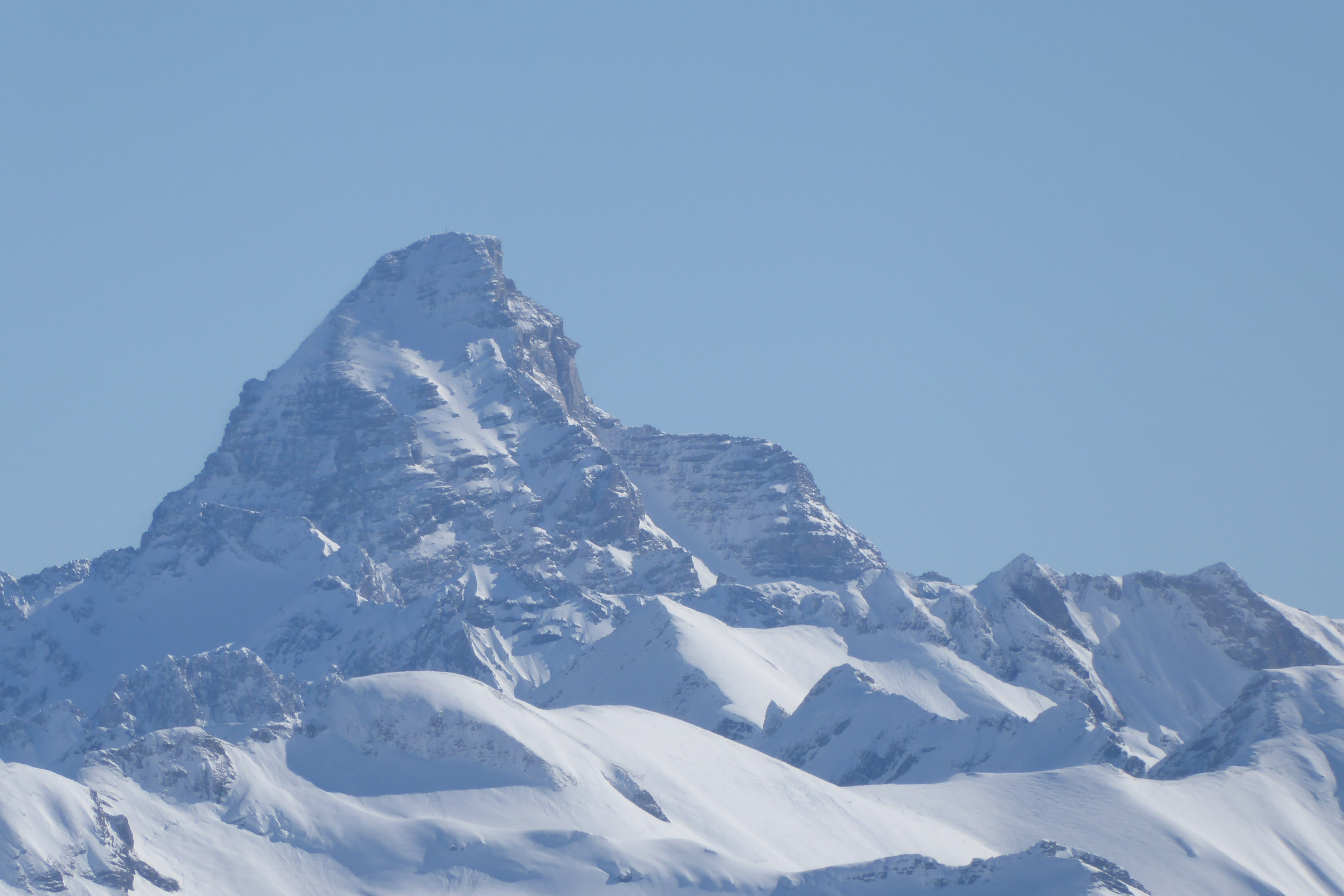
Nordwestansicht vom Riedberger Horn aus
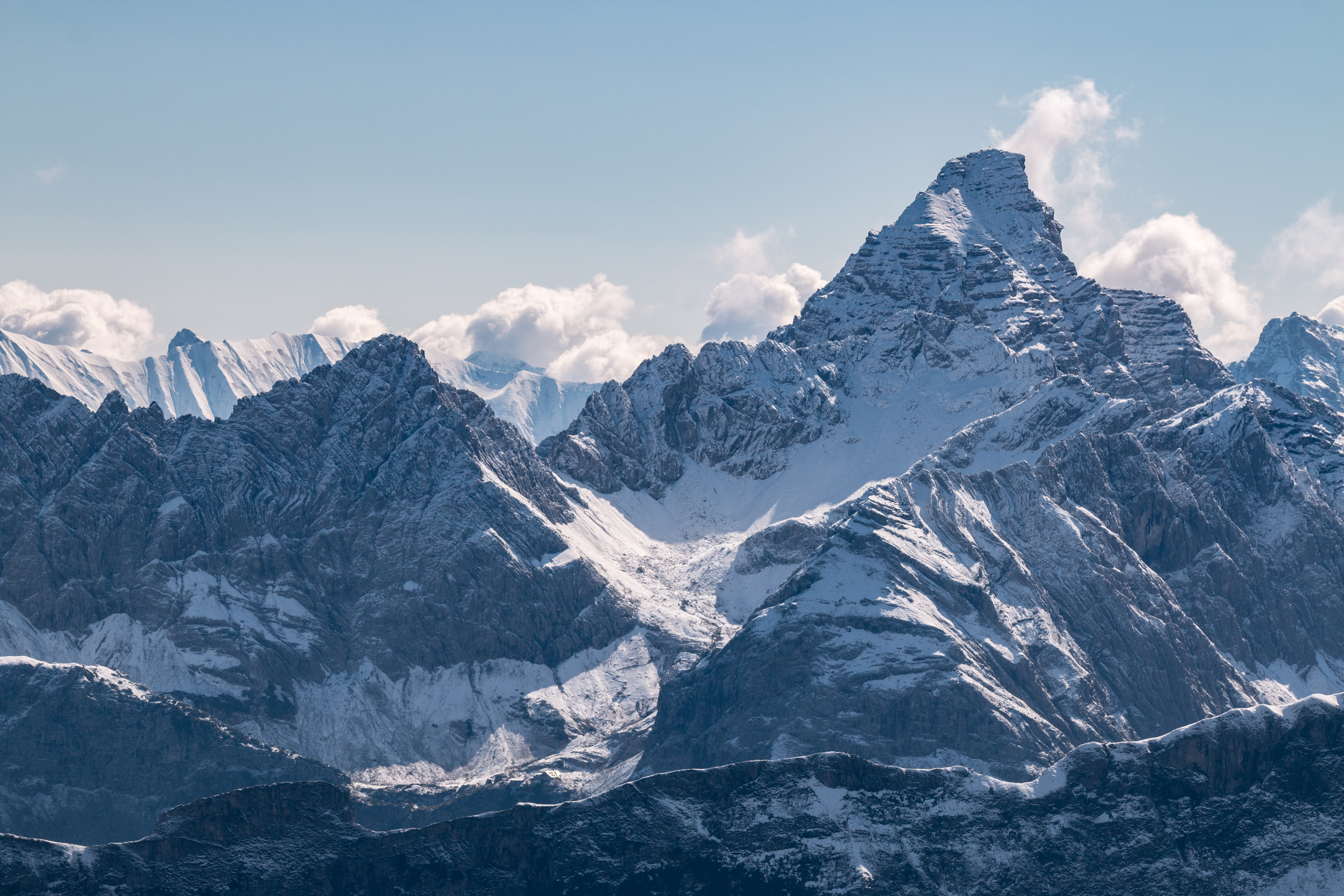
Vom Nebelhorn aus